# Felipe Gómez Mont
Felipe Gómez Mont fue un político y abogado mexicano, miembro del Partido Acción Nacional. Fue cuatro veces candidato del PAN a diputado federal. Solo en su primera incursión fue derrotado, en 1949, debido a un supuesto fraude ante Gabriel García Rojas, un expanista postulado por el PRI. 

## Vida personal
Gómez Mont estuvo casado con Teresa Urueta Septién, con quien procreó 13 hijos, varios de los cuales también han incursionado en la política, entre ellos María Teresa, Miguel y Fernando.

## Carrera profesional
Felipe Gómez Mont militó en la Unión Nacional de Estudiantes Católicas junto con Luis Calderón Vega. Fue abogado egresado de la Escuela Libre de Derecho. 

## Carrera política
De las tres veces que ganó la diputación, solo en dos la ejerció ya que la que obtuvo en 1958, decidió no asumirla por acatar la orden que la dirigencia del PAN dio a los seis legisladores electos para no tomar posesión, en repudio a un supuesto fraude electoral al candidato presidencial Luis H. Álvarez. Gómez Mont, aunque en un principio combatió la decisión de la dirigencia panista presidida por Alfonso Ituarte Servín e incluso propuso la derogación de la misma, finalmente se disciplinó junto a Jaime Haro, quien después sería candidato del Partido Demócrata Mexicano. Ejerció su primera diputación en la XLII Legislatura de México de 1952 a 1955, tras un debate en el Colegio Electoral con Roberto Treviño Martínez, su adversario político. Gómez Mont fue diputado de 1964 a 1966 en la Legislatura que estrenó los diputados de partido y en la que llegó a tener 20 legisladores, como Adolfo Christlieb Ibarrola, Miguel Estrada Iturbide y Juan Landerreche Obregón. 
Dejó una dinastía de abogados, en la persona de sus hijos Felipe, José Manuel, Fernando Gómez Mont y Gonzálo, este último ya falleció y fue socio de un despacho internacional especialista en Derecho Corporativo, mientras que los otros se especializaron en Derecho Penal. Varios de sus nietos continuaron con la tradición dedicándose al litigio penal, destacando entre otros, Felipe Gómez Mont Landerreche, Pablo Gómez Mont Landerreche y Emiliano Robles Gómez Mont, este último, ha sido catedrático por la Escuela Libre de Derecho desde el año 2007.